# 2196 Ellicott
A 2196 Ellicott (ideiglenes jelöléssel 1965 BC) egy kisbolygó a Naprendszerben. Indianai Egyetem fedezte fel 1965. január 29-én.